# Michael Drmota
Michael Drmota, né le 17 juillet 1964 à Vienne (Autriche), est un mathématicien autrichien, professeur à l'université technique de Vienne.

## Biographie
Après une scolarité en mathématiques à l'université technique de Vienne, Michael Drmota y obtient en 1986 un doctorat sous la direction de Robert Tichy, avec une thèse intitulée Gleichverteilte Funktionen auf Mannigfaltigkeiten (Fonctions équiréparties sur des variétés). En 1990, il passe son habilitation au sein de la même université,
et y est nommé professeur  après y avoir été maître de conférences.
Il devient en 2004 le responsable de l'Institut de mathématiques discrètes et de géométrie à l'université technique de Vienne, puis le doyen de la faculté de mathématiques et de géodésie de l’université en 2013. De 2010 à 2013, il est président de la Société mathématique autrichienne. Il a régulièrement été professeur invité en France : en septembre 1992 à l’université Paris VI, en septembre 1999 à l'université de Versailles et en février 2001 à l'université de Marseille, en février 2015 à l'université de Paris Nord.

## Recherche
La recherche de Drmota porte sur la théorie des nombres, les dénombrements combinatoires, l'analyse d'algorithmes, et les processus stochastiques dans les structures combinatoires.
En combinatoire analytique, il est notamment connu pour le « théorème de Drmota-Lalley-Woods », une terminologie due à Philippe Flajolet. Ce théorème, trouvé indépendamment vers 1995 par les trois mathématiciens sus-nommés,  décrit le comportement asymptotique des coefficients de fonctions algébriques ;
ce comportement résulte en fait du développement local en série de Puiseux de la fonction autour de sa singularité dominante:  {\displaystyle F(z)\sim F(\rho )+constante\times (z-\rho )^{\alpha }}   pour {\displaystyle z\sim \rho }.
Par la théorie du polygone de Newton, l'exposant {\displaystyle \alpha } peut a priori être un rationnel quelconque,
mais Drmota a montré que dès lors que la fonction vérifie un système fortement connexe d'équations à coefficients positifs, on a {\displaystyle \alpha =1/2}. Ce résultat a par la suite été étendu par Drmota et al.: si le système est non fortement connexe, alors l'exposant est contraint d'être un nombre dyadique : {\displaystyle \alpha =r/2^{n}}  ({\displaystyle r} et {\displaystyle n} entiers).
Drmota travaille aussi sur des problèmes liés aux suites automatiques et suites régulières. Avec Christian Mauduit et Joël Rivat, il prouve que la suite des termes dont les indices sont des carrés dans la suite de Thue-Morse définit un nombre normal. Ce résultat a donné lieu à nombre d'extensions,.
Drmota est aussi auteur de livres d'enseignement.

## Honneurs et distinctions
En 1992, Drmota a reçu le prix Edmund et Rosa Hlawka de l'Académie autrichienne des sciences et en 1996 le prix de la Société mathématique autrichienne. Membre correspondant de l'Académie autrichienne des sciences depuis 2013.

## Publications (sélection)
Livres et éditions
- Michael Drmota, Mihyun Kang, Christian Krattenthaler et Jaroslav Nešetřil (éditeurs), The European Conference on Combinatorics, Graph Theory and Applications (EUROCOMB'17), coll. « Electronic Notes in Discrete Mathematics » (no 61), 2017, 1-1068 p. (ISSN 1571-0653, présentation en ligne).
- Michael Drmota et Robert F. Tichy, Sequences, discrepancies and applications, Springer-Verlag, coll. « Lecture Notes in Mathematics » (no 1651), 1997, xiv+506 (ISBN 3-540-62606-9).
- Michael Drmota, Random trees : An interplay between combinatorics and probability., Springer-Verlag, 2009, xvii+458 (ISBN 978-3-211-75355-2, DOI 10.1007/978-3-211-75357-6).
- Michael Drmota, B. Gittenberger, G. Karigl et A. Panholzer, Mathematik für Informatik, Heldermann, coll. « Berliner Studienreihe zur Mathematik » (no 17), 2014  (4e édition), viii + 470 (ISBN 978-3-88538-117-4).

Articles
- Michael Drmota, Christian Mauduit et Joël Rivat, « Normality along squares », Journal of the European Mathematical Society, vol. 21, no 2,‎ 2019, p. 507-548 (lire en ligne, consulté le 18 août 2019).
- Cyril Banderier et Michael Drmota, « Formulae and Asymptotics for Coefficients of Algebraic Functions », Combinatorics, Probability & Computing, vol. 24, no 1,‎ 2015, p. 1-53 (DOI 10.1017/S0963548313000485, lire en ligne, consulté le 26 octobre 2018).
- Michael Drmota, « Subsequences of automatic sequences and uniform distribution », dans Uniform Distribution and Quasi-Monte Carlo Methods - Discrepancy, Integration and Applications, De Gruyter, coll. « Radon Series on Computational and Applied Mathematics » (no 15), 2014 (ISBN 978-3-11-031793-0, DOI 10.1515/9783110317930.87, lire en ligne), p. 87-104.
- Michael Drmota, « Normal Subsequences of Automatic Sequences », Ergodic Theory and its Connections with Arithmetic and Combinatorics, CIRM, Luminy, 12-6 décembre 2016 (consulté le 26 octobre 2018).
- Michael Drmota, Clemens Müllner et Lukas Spiegelhofer, « Primes as sums of Fibonacci numbers », ArXiv,‎ 16 août 2022 (arXiv 2109.04068)

## Articles liés
- Suite à discrépance faible
- Méthode de quasi-Monte-Carlo
- Suite de Thue-Morse
- Nombre normal